# Parsonsia pedunculata
Parsonsia pedunculata là một loài thực vật có hoa trong họ La bố ma. Loài này được (Warb.) Markgr. mô tả khoa học đầu tiên năm 1927.